# Мале Ріпняни
Мале Ріпняни (словац. Malé Ripňany) — село, громада округу Топольчани, Нітранський край, Словаччина. Кадастрова площа громади — 8.52 км². Протікає річка Главінка.
Населення 557 осіб (станом на 31 грудня 2019 року).

## Історія
Мале Ріпняни згадуються 1390 року.

## Населення
| Рік:            | 1994. | 2004.   | 2014.   | 2024.   |
| --------------- | ----- | ------- | ------- | ------- |
| Кількість осіб: | 490   | 525     | 550     | 551     |
| Різниця:        |       | +7,14 % | +4,76 % | +0,18 % |

| Рік:            | 2023. | 2024.   |
| --------------- | ----- | ------- |
| Кількість осіб: | 553   | 551     |
| Різниця:        |       | -0,36 % |